# The Gazette
The Gazette (на японски: ガゼット, Gazetto) (стилизирано изписване: the GazettE) е японска вижуъл-кей рок група, формирана в началото на 2002 година, когато подписва договор с PS Company, King Records и CLJ Records.

## История

### 2002 г.: Концепция и начало на работа
През март 2002 година, Руки, Уруха, Рейта, Аой и Юне (бивш участник в групата) формират група под името Gazette. Първоначално подписват договор с Matina, те издават първия си сингъл „Wakaremichi“, както и видео излязло през април. До септември, те издават още два сингъла и друго видео, излязло за първи път през октомври.

### 2003 г.: Нов барабанист и Cockayne Soup
В началото на 2003 г., Юне решава да напусне групата. Той бива заменен от Кай. Малко след това Gazette подписват договор с компанията PS Company label. През май, вторият им албум, Cockayne Soup. Те започват първото си турне, с групата Hanamuke. А второто турне с групата Vidoll. Двете групи били представени заедно през ноември в списанието issue of Cure, списание, фокусиращо се върху Visual Kei групи.
В началото на декември, групите участваха заедно в co-headlining show с Deadman. На 28 декември те изпълняват Beauti-fool's Fest която по-късно през октомври излиза на DVD.

### 2004: Disorder
На 16 януари 2004 г. те записват соло изпълнение на Shibuya-AX, който е издаден на DVD в Tokyo Saihan – Judgment Day. На 30 март 2004 г. те издават техния мини албум „Madara“, който достига второ място в Oricon Indie Charts. След Madara през май излиза DVD, в което има шест музикални клипа, както и клип „В студиото“. През същия месец, The Gazette бяха включени в списанието Shoxx magazine's Expect Rush III, каталог за независими Visual Kei артисти. Второто Live DVD, Heisei Banka", излиза през август. През септември и октомври са на турне с колегите си от PS Company bands Kra и BIS. Дебютният им албум, Disorder, излиза през октомври и отива директно на top 5 of the indies Oricon Daily Charts. Групата прекарва остатъка от 2004 г. и 2005 г., в турнета, издавайки „Gama“, друг мини-албум, през август.

### 2005 – 2006: Nil и Nameless Liberty Six Guns
На 7 декември 2005, the GazettE издават първия си сингъл на име „Cassis“, под голяма музикална компания.
В началото на 2006 г., с променено име от японски символи на романизиран скрипт The Gazette издават Nil, вторият им дългосвирещ албум, на 8 февруари 2006 г. Предприемат още едно японско турне, слагайки край на мястото Nippon Budokan. Юли, The Gazette, правят първия си концерт извън Азия в Beethovenhalle, в Бон, Германия. Концертите са направени във връзка с AnimagiC – аниме и манга конвенция.

### 2007-настояще: Stacked Rubbish and Dim
Още три сингъла последван от друг албум, Stacked Rubbish на 4 юли 2007. Той достига №2 в класациите Oricon рамките на един ден от издаването. Дебютния албум е последван от промоционално турне от юли до септември. През октомври, The Gazette предприемат първото си европейско турне, като изнасят концерти в Англия, Финландия, Франция и Германия.
Сингълът на име Guren е издаден на 13 февруари 2008, който отбелязва 1-во място на Oricon Charts. Тогава е обявено, че новият DVD ще бъде издаден през август, както и един нов сингъл Leech през есента на 2008 г., който също се изкачва на 1-во място в дневните графики Oricon.
The Gazette осъществяват още едно турне през октомври, наречено From the Distorted City, с изпълнение на песента „Distorted Daytime“ от техния сингъл „Leech“, който описва Токио като „изопачава града“, от гледна точка на обществото и политическата криза в Япония.

### 2008
На 15 ноември 2008 г., The Gazette правят първото си шоу в тайна в Shinjuku Station. Първоначално трябвало да има около 2500 души, но вместо това, присъствали над седем хиляди, най-много в историята на групата. Поради многото хора по улиците, полицията е принудена да прекрати концерта след втората песен.

### 2009 – Distress and Coma и DIM
На 3 януари 2009 г., The Gazette заедно с други групи, подписват договор с PS Company label и отпразнуват десетата годишнина на лейбъла, където те обявиха, че ще издадат нов сингъл на име Distress and Coma, който беше изпълнен на 10 март в зала Makuhari Messe Convention Hall.
Групата издава следващия си пълен студиен албум, Dim през лятото, последван от друго голямо лятното турне в Япония, което започва през юли, за което има окончателни решения турнето да се проведе в Saitama Super Arena.
На 7 октомври 2009 г., The Gazette издават новия си сингъл наречен Before I Decay.

## Музикален стил
Музикалният стил на The Gazette варира в няколко форми. Има жанровете на heavy metal като Ogre и alternative metal като Taion и The Invisible Wall. Песни като „Silly God Disco“ и „Swallowtail on the Death Valley“ включва funk rock, докато песни като „LEECH“ и „Hyena“ са hard rock. Други песни като „Maggots“, „Discharge“ и „Headache Man“ са в по-тежки форми на музика, по-специално, metalcore. В някой песни, The Gazette използват набор от синтезирани звуци по време на своите песни, включително и женски глас, показани в песни като „Filth in the Beauty“, и „Leech“.
The Gazette, имат и няколко балади, сред които „Nakigahara“, „Guren“, и „Cassis“.

## Членове
- Руки (ルキ) – вокал
- Уруха (麗) – китара
- Аои (葵) – китара
- Рейта (れいた) – бас китара
- Кай(戒) – барабани

предишни участници
- Юне(由寧) – барабани

## Дискография

### Албуми и EP-та
| Година | Заглавие                   | Вид           | Позиция в класация |
| ------ | -------------------------- | ------------- | ------------------ |
| 2003   | Cockayne Soup              | EP            | 99                 |
| 2003   | Akuyuukai                  | EP            | 100                |
| 2003   | Spermargarita              | EP            | 78                 |
| 2003   | Hankou Seimeibun           | EP            | 62                 |
| 2004   | Madara                     | EP            | 38                 |
| 2004   | Disorder                   | студиен албум | 19                 |
| 2005   | Gama                       | EP            | 24                 |
| 2006   | NIL                        | студиен албум | 4                  |
| 2006   | Dainihon Itangeishateki... | компилация    | 34                 |
| 2007   | Stacked Rubbish            | студиен албум | 3                  |
| 2009   | DIM                        | студиен албум | 5                  |
| 2011   | Traces Best of 2005-2009   | компилация    |                    |
| 2011   | TOXIC                      | студиен албум |                    |